# Discografia de Shanice
Este artigo contém a discografia da cantora estadunidense de R&B contemporâneo, Shanice. Está incluído álbuns de estúdio e singles.

## Álbuns de estúdio
| 1987                                                 | Discovery - Gravadora: A&M                        | 149 | 37 | —  |              |
| 1991                                                 | Inner Child - Gravadora: Motown                   | 83  | 13 | 24 | - RIAA: Ouro |
| 1994                                                 | 21... Ways to Grow - Gravadora: Motown            | 184 | 46 | —  |              |
| 1999                                                 | Shanice - Gravadora: LaFace                       | 56  | 15 | —  |              |
| 2006                                                 | Every Woman Dreams - Gravadora: Imajah / PlayTyme | 194 | 30 | —  |              |
| "—" denota lançamentos que não emplacaram em paradas |                                                   |     |    |    |              |

## Álbuns de compilação
| Ano  | Detalhes do álbum                      | Posições nos gráficos | Posições nos gráficos | Posições nos gráficos | Certificações (limiar de vendas) |
| Ano  | Detalhes do álbum                      | EUA                   | EUA R&B               | UK                    | Certificações (limiar de vendas) |
| ---- | -------------------------------------- | --------------------- | --------------------- | --------------------- | -------------------------------- |
| 1999 | Ultimate Collection - Gravadora: Hip-O | —                     | —                     | —                     |                                  |

## Singles
| Ano  | Título                                       | Posições nos gráficos | Posições nos gráficos | Posições nos gráficos | Posições nos gráficos | Posições nos gráficos | Posições nos gráficos | Álbum                                          |
| Ano  | Título                                       | EUA                   | EUA R&B               | EUA Dance             | UK                    | AUS                   | SUI                   | Álbum                                          |
| ---- | -------------------------------------------- | --------------------- | --------------------- | --------------------- | --------------------- | --------------------- | --------------------- | ---------------------------------------------- |
| 1987 | "(Baby Tell Me) Can You Dance"               | 50                    | 6                     | 16                    | —                     | —                     | —                     | Discovery                                      |
| 1987 | "No ½ Steppin'"                              | —                     | 6                     | 19                    | —                     | —                     | —                     | Discovery                                      |
| 1988 | "The Way You Love Me"                        | —                     | 53                    | —                     | —                     | —                     | —                     | Discovery                                      |
| 1988 | "I'll Bet She's Got a Boyfriend"             | —                     | —                     | —                     | —                     | —                     | —                     | Discovery                                      |
| 1988 | "This Time" (dueto com Kiara)                | 78                    | 2                     | —                     | —                     | —                     | —                     | To Change and/or Make a Difference (por Kiara) |
| 1991 | "I Love Your Smile"                          | 2                     | 1                     | —                     | 2                     | 8                     | 3                     | Inner Child                                    |
| 1992 | "I'm Cryin'"                                 | —                     | 11                    | —                     | —                     | —                     | —                     | Inner Child                                    |
| 1992 | "Silent Prayer" (featuring Johnny Gill)      | 31                    | 4                     | —                     | —                     | —                     | —                     | Inner Child                                    |
| 1992 | "Lovin' You"                                 | —                     | 59                    | —                     | 54                    | —                     | —                     | Inner Child                                    |
| 1992 | "Don't Wanna Love You" ^^                    | 58                    | 57                    | —                     | —                     | —                     | —                     | Boomerang [Soundtrack]                         |
| 1992 | "Saving Forever for You"                     | 4                     | 20                    | —                     | 42                    | 25                    | —                     | Beverly Hills, 90210 [Trilha Sonora]           |
| 1993 | "It's for You"                               | 57                    | 14                    | —                     | —                     | —                     | —                     | The Meteor Man [Trilha Sonora]                 |
| 1994 | "Somewhere"                                  | 122                   | 28                    | —                     | —                     | —                     | —                     | 21... Ways to Grow                             |
| 1994 | "Turn Down the Lights"                       | 114                   | 21                    | —                     | —                     | —                     | —                     | 21... Ways to Grow                             |
| 1994 | "I Like"                                     | —                     | —                     | 38                    | —                     | —                     | 49                    | 21... Ways to Grow                             |
| 1994 | "I Wish"                                     | —                     | 61                    | —                     | —                     | —                     | —                     | 21... Ways to Grow                             |
| 1995 | "If I Never Knew You" (dueto com Jon Secada) | 108                   | 124                   | —                     | 51                    | —                     | —                     | Pocahontas [Trilha Sonora]                     |
| 1999 | "When I Close My Eyes"                       | 12                    | 4                     | —                     | —                     | —                     | —                     | Shanice                                        |
| 1999 | "Yesterday"                                  | 122                   | 40                    | —                     | —                     | —                     | —                     | Shanice                                        |
| 1999 | "You Need a Man"                             | —                     | 53                    | —                     | —                     | —                     | —                     | Shanice                                        |
| 2001 | "Love is the Gift"                           | —                     | —                     | —                     | —                     | —                     | —                     | The Bouncer                                    |
| 2005 | "Every Woman Dreams"                         | —                     | 62                    | —                     | —                     | —                     | —                     | Every Woman Dreams                             |
| 2006 | "Take Care of U"                             | —                     | 72                    | —                     | —                     | —                     | —                     | Every Woman Dreams                             |
| 2006 | "Love for a While" (dueto com Jeremiah)      | —                     | —                     | —                     | —                     | —                     | —                     | Chasing Forever (álbum de Jeremiah)            |
| 2011 | "Tomorrow"                                   | —                     | —                     | —                     | —                     | —                     | —                     |                                                |

- ^^ Não liberados para venda nos E.U.A./Rádio - Only Single in America. (Before Download Sales).

## Videoclipes
- "(Baby Tell Me) Can You Dance"
- "No ½ Steppin'"
- "I'll Bet She's Got a Boyfriend"
- Kiara feat. Shanice: "This Time"
- "I Love Your Smile"
- "I'm Cryin"
- "Saving Forever For You"
- "It's For You"
- "Somewhere"
- "Turn Down The Lights"
- "I Wish"
- "I Like"
- Jon Secada & Shanice: "If I Never Knew You"
- "When I Close My Eyes"
- "Yesterday" (Unreleased)
- "You Need A Man"
- "Every woman dreams"
- "Take Care of U"
- Jeremiah feat. Shanice: "Chasing Forever"